# Saint-Aubin-d’Appenai
Saint-Aubin-d’Appenai – miejscowość i gmina we Francji, w regionie Normandia, w departamencie Orne.
Według danych na rok 1990 gminę zamieszkiwało 311 osób, a gęstość zaludnienia wynosiła 28 osób/km² (wśród 1815 gmin Dolnej Normandii Saint-Aubin-d’Appenai plasuje się na 585. miejscu pod względem liczby ludności, natomiast pod względem powierzchni na miejscu 437.).